# 溫寮溪
溫寮溪，是位於台灣西北部的縣市管河川。主流河長9.50公里，流域面積32.95平方公里，涵蓋臺中市大安區、大甲區、外埔區。主流上游名為瓦磘溪（水尾溪），發源於外埔區六分里月眉山北側，向西北西流而注入臺灣海峽。

## 水系主要河川
以下由下游至源頭列出溫寮溪水系主要河川，其中粗體字為主流河道。 
- 溫寮溪：臺中市大安區、大甲區、外埔區
  - 溪洲溪：臺中市大安區、大甲區
  - 后里排水溝線：臺中市大甲區、外埔區
  - 瓦磘溪：臺中市大安區、大甲區、外埔區